# 忻口會戰
忻口戰役發生於1937年10月11日至11月2日，属太原会战的一部分，是抗日戰爭主要戰鬥之一。該戰鬥攻擊部隊為日本板垣征四郎率領的日軍第5师团和察哈尔派遣兵团等；守軍為衛立煌率領的國民革命軍十個師以上兵力，人數達十萬左右。交战地點是在中國山西北部雁门关内的军事重镇，太原的北部屏障。起始時間為10月2日，總攻擊則發動於10月11日。中方守軍於11月2日退守太原。
該戰役使閻錫山所屬軍隊受到重挫。何應欽與蔣中正对战役期间中共领导的八路军在雁门关战斗和夜袭阳明堡战斗中取得的战果予以肯定和表彰。

## 背景
1937年7月7日卢沟桥事变后，平津失守。在关东军参谋长东条英机和华北派遣军第一军军长香月清司指挥下，从8月中旬开始，以关东军和朝鲜军为主力，进攻山西。8月11日，日军沿平绥线进攻南口，并于25日和27日占领南口与张家口。攻陷大同后开始攻打平型关。蒋介石集中了晋军的10多个师布防平型关、雁门关和神池一带，抗击日军。晋军坚持到9月30日夜，开始撤往五台山、代县一带。华北抗战的重心转为保卫太原。为阻止日军从北面进攻太原，第二战区确定了忻口会战方针。忻口位于崞县和忻县之间，东依云中河，西侧丘陵是同蒲铁路和晋北通往太原公路的交通要冲，是日军进攻太原的必经之路。
忻口会战的总指挥为第二战区司令长官是阎锡山，卫立煌是前敌总司令，具体指挥各军（中共的十八集团军除外）。10月8日和11日，崞县与原平分别失守。10月13日，板垣征四郎指挥第五师团及关东军第一、第十二师团等5万余人以中央突破的方法进攻忻口。

## 经过
会战13日打响，双方交战激烈。自15日起，板垣又投入第五师团主力七八千人向永兴村、安家庄一带进攻。10月19日，日军兵力增至十个联队，卫立煌急电蒋介石请求援助。25日，卫立煌给蒋介石发密电称：“剧战半月，伤亡奇重：八五师仅剩一营余，第十、廿一、五四、八三各师可编三、四、五营不等，独五旅编两营，晋、绥军参战各旅各仅余二三百人。”26日，娘子关失守，阳泉、寿阳相继陷落。10月31日，卫立煌电报蒋介石称：晋北各师战斗员伤亡三分之二以上，每师所剩由一营余至一团余不等，火力不能维持，援兵无法赶往，补充兵短期不能送到。”11月2日，蒋介石令晋北各军向太原以北青龙镇阵地转进，与晋东军协同作战。

### 部署
守平型關之部隊包括：151師、第17軍、第71師、第72師、第73師、新編第二師，第111師、第218旅、獨立第2旅，第8旅，守雁門關以東之地區，第9軍之第101師，196旅與第34軍餘部分向五台山之神廟堂、東場山、葫蘆嘴、峨口、代縣、雁門關之線變換陣地，連結我楊方口獨立第7旅之原守陣地繼續抗戰，第一軍三個師另二個團、步兵第120師、新編第6旅由石匣子溝等處分別活動。
兵團部署，第十八集團軍（欠120師）第73師附砲兵一營，第101師附砲兵一營，新編第二師為右翼軍歸第十八集團軍總司令朱德指揮，在五臺山，羅圈溝，軍馬場，翠巖峰，掛月峰，及峨口路之線佔領陣地。第一集團軍第9軍（欠47師）第15軍，第17軍，第19軍，第196旅砲兵第27團（欠兩連）為中央軍，歸第14集團軍司令衛立煌指揮，在靈山界至1482高低之線佔領陣地。一部在中解村陽明堡虎頭山黑絡村之線佔領陣地。第68師，第71師，第120師獨立第7旅砲兵第23第28各團之第三營為左翼歸第34（欠196旅）第35，第61軍第66師及獨立第三旅為總後備隊。第7集團軍傅作義指揮位於定襄一帶策應各方。 

### 雁门关战斗
第十八集團軍總司令朱德指揮，120师，358旅第716团 ，10月19日,129師385旅第769團,奇襲南陽明堡日軍機場,摧毀日戰機24架，打擊了日軍空中優勢力量從9月至11初，八路軍與敵大小戰鬥百餘次，殲敵數千人， 擊毀汽車和坦克六百多輛，有力地打擊了敵人。并在雁门关以南伏击日军，即雁门关伏击战；［來源請求］

### 夜袭阳明堡
晋军第六十一军军长陈长捷发给八路军朱德、彭德怀、刘伯承、林彪的电报中称：“通报据派赴苏龙口以外之便探于真日（11日）回报：泊水村与小寨间，阳明堡南四里有敌机架约廿余架之着陆场。”
在夜袭阳明堡战斗中，八路軍以一营兵力夜袭阳明堡日军机场，毁伤敌机24架。日军北支方面军向陆军省陆军航空本部第二部（主管補給、修理、調査等事项）只承认：北支临时航空兵团仪峨第一飞行团第五飞行大队轻爆机中队“10月18日，93双轻一架（番号不明）于阳明堡机场遭到敌袭击，大破”，（摘要栏）“投弹瞄准镜一台同时损坏”。守备部队为第七师团后备步兵第三大队一部。

## 伤亡

### 中方
陣亡將軍：經過將近1個月會戰，第九军上将軍長郝夢齡，第26路军少将旅长郑廷珍和第85师少将团长刘眉生陣亡，第54师中将师长劉家麒率部苦战7昼夜，全师最后不剩100人，最后陣亡。根據國軍第二戰區傷亡統計表，此役國軍戰死12,397人、受傷19,327人、失蹤1,540人，共計傷亡失蹤33,264人。

### 日方
根據投入本次戰鬥的日軍步兵第42聯隊戰鬥詳報，10月11日至10月29日僅該聯隊就總計至少戰死520人，戰傷901人，足見戰鬥之慘烈。另根據日軍步兵第21聯隊戰鬥詳報，該聯隊至11月2日至少戰死333人、戰傷735人，而同樣參戰的第15混成旅團在11月3日調查顯示該旅團至少戰死235人、戰傷714人，加上其他參戰日軍單位之傷亡，日軍總共至少戰死1,651人、戰傷4594人，共計至少傷亡6,245人，但根據1988年發行的《山口步兵第42聯隊史》記載，僅步兵第42聯隊就戰死1,421人，所以日軍於此役之實際傷亡人數很可能比6,245名高出許多。

### 脚注
1. ↑  童屹立，《晉北爭鋒：忻口會戰》，武漢大學出版社：武漢市，2015年11月，p225。
2. 1 2 3  童屹立，《晉北爭鋒：忻口會戰》，武漢大學出版社：武漢市，2015年11月，p226。
3. ↑  童屹立，《晉北爭鋒：忻口會戰》，武漢大學出版社：武漢市，2015年11月，p226-228。
4. ↑  朱德率領第十八集團軍雖曾配備參戰，但115師林彪部在懷台為預備隊，第一二九師劉伯承部在陝北尚未到來，楊支隊、劉支隊在晉冀察邊區建立根據地。《何應欽．日軍侵華八年抗戰史》何应钦日后的对1937年对日作战的总结中，也对忻口会战中给予了很好的评价：“阵线稳固，且迭次出击，歼敌三四万人，造成华北各战斗中最有利的战局……我朱德部在敌后方袭击，迭次子敌重创。”此外，蒋介石在1937年10月17日也致电朱德、彭德怀：“贵部林师及张旅，屡建奇功，强寇迭遭重创，深堪嘉慰。”
5. 1 2 3  杨树标; 杨菁. .  (PDF). 浙江大学出版社. 2008-01-18  [2021-03-18]. ISBN 7308057569. （原始内容存档 (PDF)于2021-03-19）.
6. ↑  《忻口會戰》Pg 2-4,陸軍大學校出版，1943年
7. ↑   《李默庵回忆录》中国文史出版社2012年版，第164页，第182页，第184页，第185—186页，第186页。
8. ↑  国民革命军第十八集团军(原八路軍)同國軍部在敵側翼和背後勇敢出擊．．．。《中國共產黨史稿，第一編．王健民．1965年》
9. ↑  中国第二历史档案馆：《抗日战争正面战场》（上），凤凰出版社1987年版，第543页。
10. ↑  《中國共產黨史稿，第一編．王健民．1965年》
11. ↑  「太原附近の戦闘」JACAR（アジア歴史資料センター）Ref.C11111230000、歩兵第４２連隊　南懐化　石嶺頭　太原附近戦闘詳報　昭和１２年１０月１１日～昭和１２年１１月９日（防衛省防衛研究所）
12. ↑  童屹立，《晉北爭鋒：忻口會戰》，武漢大學出版社：武漢市，2015年11月，p226-229。

### 书目
- 中華民國國防大學編，《中國現代軍事史主要戰役表》
- 何應欽，《日軍侵華八年抗戰史》，1982年，臺北，黎明文化事業公司
- 陈锡联 著 《陈锡联回忆录》 解放军出版社